# Вернамхваст
Вернамхва́ст (перс. ورنامخواست‎) — город в центральном Иране, в провинции Исфахан. Входит в состав шахрестана Ленджан. По данным переписи, на 2006 год население составляло 15 294 человека.

## География
Город находится в юго-западной части Исфахана, в гористой местности центрального Загроса, в правобережной части долины реки Заянде. Абсолютная высота — 1702 метра над уровнем моря.
Вернамхваст расположен на расстоянии приблизительно 35 километров к юго-западу от Исфахана, административного центра провинции и на расстоянии 362 километров к югу от Тегерана, столицы страны.